# Demolition Hammer
Demolition Hammer est un groupe de thrash metal américain originaire de New York fondé en 1986. Après trois albums le groupe se sépare en 1995. Après deux décennies d’inactivité ils se reforment en 2016.

## Biographie

### Les premières années (1986-1992)
En 1986 Demolition Hammer se forme autour du chanteur et bassiste Steve Reynolds, du guitariste Jamers Reilly et du batteur John Salerno. Le groupe sort la démo Skull Fracturing Nightmare en 1988, suivie l'année suivante par une seconde intitulée Necrology, qui leur permet de signer chez Century Media. Entre-temps, Vinny Daze remplace Salerno et Derek Sykes intègre le groupe comme second guitariste.
Le premier album, Tortured Existence, produit par Scott Burns sort en 1990. Deux ans plus tard sort Epidemic of Violence, un album très bien reçu par leur public.

### La séparation (1993-1995)
A une époque où le thrash metal devient moins populaire, Daze et Reilly quittent le groupe pour fonder Deviate NY. Le batteur de Malevolent Creation Alex Marquez rejoint Reynolds et Sykes pour composer des titres pour un autre projet musical de groove metal, mais Century Media les contraint à sortir ces titres sous le nom de Demolition Hammer. L'album Time Bomb, plus proche de Pantera ou Machine Head que des deux premiers albums de la formation, déçoit les fans du groupe. Le groupe se sépare l'année suivante.

### La reformation (depuis 2016)
En 2008 Century Media sort une compilation intitulée Necrology: A Complete Anthology réunissant les trois albums du groupe.
En mars 2016 Demolition Hammer annonce sa reformation. Deux mois plus tard ils se produisent au Maryland Deathfest.
En juin 2018, ils sont à l'affiche du Hellfest.

## Membres

### Membres actuels
- Steve Reynolds - basse & chant (1986-1995, 2016-present)
- James Reilly - guitare & chant (1986-1993), guitare (depuis 2016)
- Derek Sykes - guitare (1989-1995, depuis 2016)
- Angel Cotte - batterie (depuis 2016)

### Anciens membres
- John Salerno - batterie (1986-1988)
- Dennis Munoz - guitare (1987)
- Vinny Daze - batterie (1989-1993)
- Mike Usifer - guitare (lead) (1992-1995)
- Alex Marquez - batterie (1994-1995)

## Discographie

### Albums studio
- 1990 - Tortured Existence
- 1992 - Epidemic of Violence
- 1994 - Time Bomb

### Compilations
- 2008 - Necrology: A Complete Anthology